# キャッチセールス
キャッチセールスとは、路上や街頭などで無料体験やアンケート等の名目で呼び止め、路地裏や雑居ビル、喫茶店、ファミリーレストランに同行させて勧誘を行うことをいう。和製英語である。キャッチ商法（キャッチしょうほう）、街頭キャッチ（がいとうキャッチ）ともいう。

## 概要
執拗かつ強引な勧誘（軟禁、監禁、強要、強迫といっても良い場合もある）で法外な高額商品を契約させる悪徳商法の一種である。
対象顧客はおもに、契約の概念をよく知らない18歳から20代の若者、判断能力が不十分な知的障害者が被害に遭いやすく、また業者は異性を重点的に狙っている。契約時に、家族には相談しないように念を押されることが多く、これはクーリングオフ期間中の契約を解除をさせないのが目的である。
アポイントメント商法、デート商法などと異なり、電話勧誘をしないため、個人情報をわざわざ入手する手間はかからないが、人が多数集まる繁華街や主要駅前、歓楽街、商店街で店舗や営業所を構える必要がある。
他の悪徳商法と同じだがその場で強引かつ、威圧的な口調で契約させようとするのが、この商法の手口である。強引に勧誘してきても、決して相手にはせずに、速やかにその場から無言で立ち去るのが肝心である。腕を強引に掴まれたり、通り道を立ち塞がるなどの嫌がらせ行為を受けたら、大声を出して助け求めるか、防犯ブザーを鳴らすことが肝心である。
一度これらの業者と契約するとカモリストに掲載され、二次勧誘が増える傾向がある。
キャッチセールスは自宅などに訪問販売員が訪問するわけではないが、特定商取引法でいう「訪問販売」に該当するので、クーリングオフの対象となる。
また、40代の元オウム信者が、信者獲得の勧誘手段としても行っていたと、証言している。
また、2022年4月1日の民法改正で成人年齢が18歳に引き下げられ、新成人である高校3年生がキャッチセールスのターゲットにされることが懸念されている。

## 対象の商材
また、よく扱われる商材は次のものが多い。
- シルクスクリーン絵画(絵画商法)
- エステ
- 化粧品のセット
- 宝石
- 毛皮

## 関連用語
- 悪徳商法
- 多田文明（キャッチセールス評論家）
- アンケート商法
- 絵画商法（俗称：エウリアン）
- アポイントメント商法
- デート商法
- 展示会商法
- 次々商法
- 催眠商法
- 客引き
- フロント企業